# Albatros Flugzeugwerke

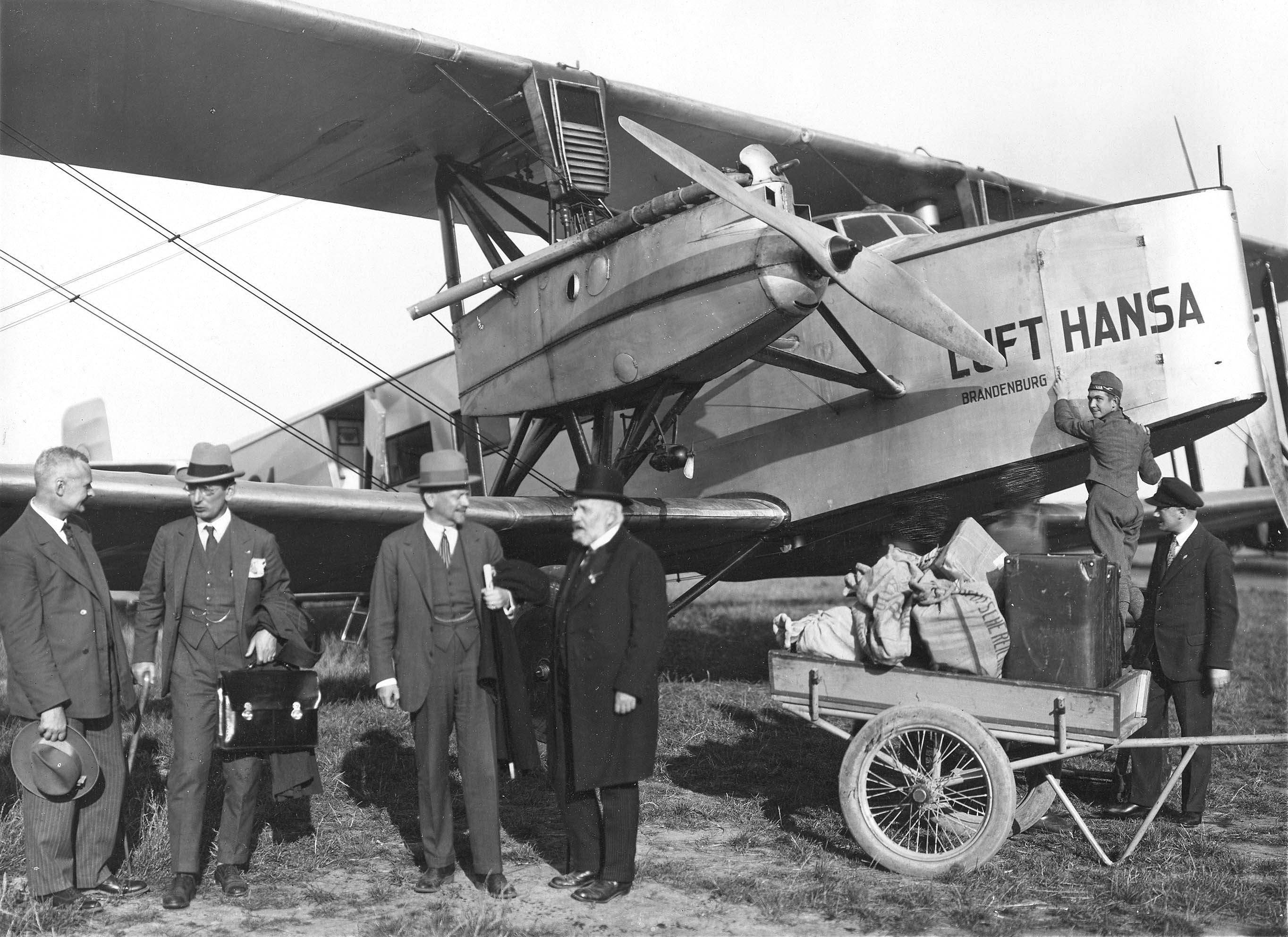
En Albatros L 73b (D-961 Brandenburg) från Lufthansa vid invigningen av Stettins flygplats 1927. Andra och tredje från vänster de svenska gästerna borgarrådet Yngve Larsson och kommunikationsministern Carl Meurling.

Albatros Flugzeugwerke GmbH var en tysk flygplansfabrik i Johannisthal i Berlin och som senare gick samman med Focke-Wulf Flugzeugbau GmbH

## Historik
Företaget bildades 1910 som Albatros Werke AG i Johannisthal, Berlin av Walter Huth, för att licenstillverka de franska Antoinette-flygplanen. 1913 anställdes Ernst Heinkel som chefskonstruktör och efter hans idéer kom en rad egenkonstruerade bomb- och spaningsflygplan som ledde till att fabriken blev en av de största producenterna av flygplan till den tyska krigsmakten under första världskriget. Fram till krigets slut 1918 tillverkade man 10 300 flygplan av modellerna Albatros D.III och Albatros D.V.. I september 1931 fusionerades företaget med Focke-Wulf Flugzeugbau GmbH.

## Flygplanstyper tillverkade vid Albatros Flugzeugwerke
- 1915 - Albatros B.II obeväpnat spanings- och skolflygplan
- 1915 - Albatros C.I spaningsflygplan
- 1915 - Albatros C.III spaningsflygplan
- 1916 - Albatros D.I jaktflygplan
- 1916 - Albatros D.II jaktflygplan
- 1917 - Albatros D.III jaktflygplan
- 1917 - Albatros D.V ensitsigt jaktflygplan
- 1926 - Albatros L 73, tvåmotorig dubbeldäckare för 8+2 passagerare
- 1930 - Albatros Al 101, (L 101), tvåsitsigt sport- och skolflygplan
- 1931 - Albatros Al 102, (L 102), tvåsitsigt sport- och skolflygplan
- 1932 - Albatros Al 103, (L 103), tvåsitsigt sport- och skolflygplan